# Az Egyesült Arab Emírségek történelme
Az Egyesült Arab Emírségek történelme az azonos nevű ország területén végbemenő fejleményeket tárgyalja az őskortól napjainkig.

## Korai történelem
Az Abu Dhabi melletti Umm an-Nar szigetén feltárt leletek már a Kr. e. 4. évezredben létező településre utalnak. A térségben létezett egy civilizáció is, amely a Hadzsár-hegységben rezet bányászott és azzal kereskedett. A távolsági kereskedelmet a teve háziasítása lendítette fel a Kr.e. 2. évezred végén.
A gyöngyhalászat ősidők óta fontos gazdasági ág volt. Többek között Dibbában nagy vásárokat rendeztek, ahova a régióból és Kínából érkeztek kereskedők.

## Középkor
Az Indiába vezető ősi kereskedelmi utak mentén a kereszténység a 6. században átterjedt a Perzsa-öböl déli részére. Sir Bani Yas keresztény kolostora, amelyet az 1990-es években fedeztek fel egy tengeri szigeten (Sir Bani Yas Island), egészen a 8. századig létezett, és látszólag fegyveres konfliktus nélkül elhagyták. 
630-ban Mohamed próféta hívei érkeztek Mekkából és a helyi törzseket az iszlámra térítették. Mohamed 632-ben bekövetkezett halála után felbontották a szövetséget és elszakadtak az új vallástól. Az ezt követő Ridda-háborúk döntő csatája Dibbában zajlott, és a hitehagyott nem-muszlimok vereségét és az iszlám végső diadalát hozta a érségre.
637-ben Julfar (ma Ra's al-Khaimah) volt az egyik kiindulópont Perzsia inváziójához, és a következő évszázadokban gazdag kikötővé és a gyöngykereskedelem központjává fejlődött, ahonnan dhow-k hajóztak ki az Indiai-óceánra.
A 7. században a partvidék a kharidzsita befolyás alá került. A 9–11. század között a terület a síita karmaták  államához tartozott.

## Portugálok
A 16. század elején, Vasco da Gama felfedező útja után kezdődött a portugál terjeszkedés az Indiai-óceánon. A Perzsa-öbölben a törökökkel harcoltak. 150 évig ellenőrizték a portugálok a térséget, közben támaszpontokat létesítettek az Arab-félszigeten. Említésre méltó körülmény, hogy Vasco da Gamát a fűszerek után kutató útján ibn Madzsid segítette, egy Julpharba való arab. Julphar mai neve Rász el-Haima, és az Egyesült Arab Emirátusokban fekszik.

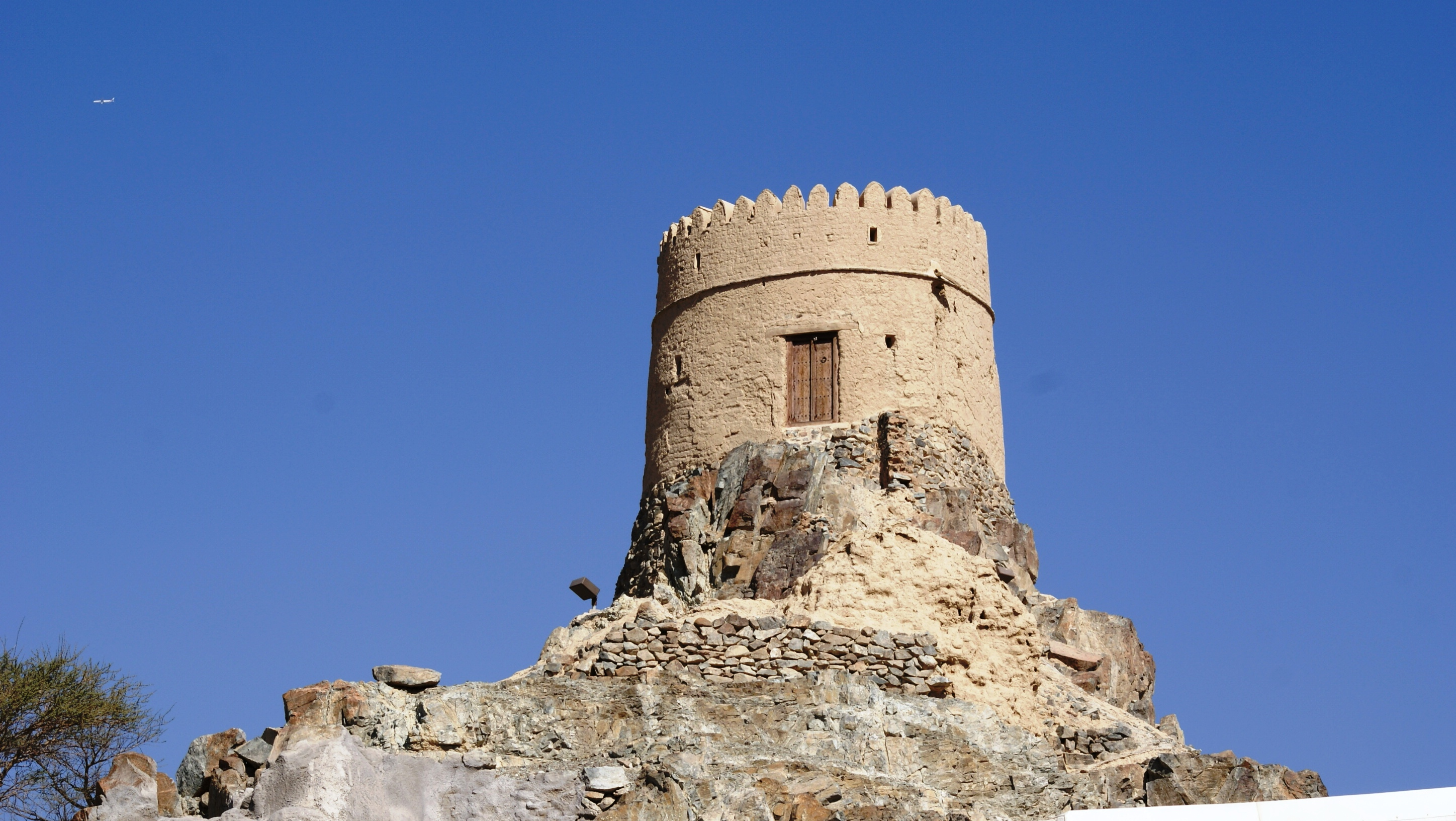
Hatta erődjének egy őrtornya a 18. századból

## Török és brit korszak
A 16. században a mai ország egy része a Török Birodalom közvetlen befolyása alá került. A britek ezt a régiót "Kalózpart" néven ismerték, mert itt volt azoknak a tengeri portyázóknak a bázisuk, akik veszélyeztették a térség hajózását a 17. századtól a 19. századig. 1819-ben a britek az indiai kereskedelem védelmében hadjáratot indítottak Rász el-Haima kalózai ellen. Megszállták a kalózok főhadiszállását és más parti városokat is. A következő évben békeszerződést írtak alá a parti sejkekkel. A kalózportyák mégis folytatódtak 1835-ig, amikor a sejkek beleegyeztek, hogy nem veszélyeztetik tovább a tenger nyugalmát. 1853-ban szerződést kötöttek az Egyesült Királysággal, amelyben a sejkek beleegyeztek az örökös tengeri békébe. Ezt a britek ki is kényszerítették. A sejkek egymás közötti vitáikban a britekhez fordultak közvetítésért.
Hogy gátat vessenek más európai országok térségbeli törekvéseinek, az Egyesült Királyság és a Szerződéses Sejkségek 1892-es szerződésükben szorosabbra fonták kötelékeiket. A sejkek beleegyeztek, hogy nem törekszenek megszerezni olyan területet, amely az Egyesült Királyság birtokában van, és nem lépnek kapcsolatba külföldi kormánnyal az Egyesült Királyság hozzájárulása nélkül. Viszonzásképpen az Egyesült Királyság ígéretet tett, hogy megvédi őket minden tenger felől jövő támadással szemben, és segítséget nyújt, ha a szárazföld felől érné őket támadás.

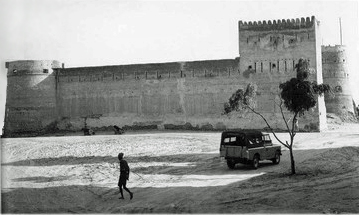
Az el-Fahídi erőd Dubajban az 1950-es években

A 19. században és a 20. század elején a gyöngyhalászat virágzott, jövedelmet és munkát is kínálva a partvidék lakosságának. Az első világháború súlyos hatással volt az iparágra, majd az 1920-as évek végén és az 1930-as évek elején bekövetkezett gazdasági válság, a tenyésztett gyöngy megjelenésével párosulva, nehézségbe hozta az addig virágzó kereskedelmet. A második világháború után, amikor az újonnan független indiai kormány súlyos adót vetett ki az importált gyöngyökre, végleg betett az iparágnak.

## Olajszövetség
Az 1960-as évek elején olajat fedeztek fel Abu-Dzabiban. Ezután gyorsan követték egymást azok az események, amelyek a sejkségek szövetségére, a mai ország megalapítására vezettek. 1967-ben Zájed bin Szultán Ál Nahján lett Abu-Dzabi uralkodója. Ugyanekkor a britek kezdték elveszíteni olajipari beruházásaikat az amerikai olajvállalatok javára szerződések révén.
Az emirátusok sejkjei úgy döntöttek, hogy egy tanácsot állítanak fel, amely összehangolja közös érdekeiket. Megalapították a Szerződéses Államok Tanácsát. A Tanács az Egyesült Arab Emirátusok megalakulásakor befejezte működését.
1968-ban az Egyesült Királyság úgy döntött, hogy felszámolja szerződéses együttműködését a hét sejkséggel, valamint Bahreinnel és Katarral, továbbá megszünteti felettük védnökségét. Ez a kilenc állam alapította az Arab Emirátusok Unióját, de 1971 közepén képtelenek voltak megállapodni az unió alapszabályaiban. Közben a brit szerződéses kapcsolat lejárt azon év decemberében. Bahrein 1971 augusztusában lett független, Katar pedig szeptemberben. A védnökségi szerződés lejártakor, 1971. december 1-jén a többi állam is függetlenné vált.

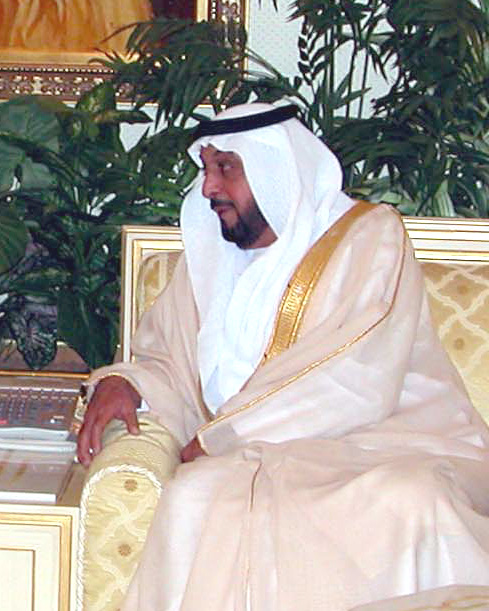
Halífa bin Zájed Ál Nahján, az Egyesült Arab Emírségek államfője

Abu-Dzabi és Dubaj uralkodói úgy döntöttek, hogy unióra lépnek. Alkotmányt dolgoztak ki. A többi öt emírség uralkodóit is meghívták egy találkozóra, és felszólították őket a csatlakozásra. A két alapító uralkodó megállapodása alapján Adi al-Bítár írta az alkotmányt 1971. december 2-án. Aznap a Dubajban, a sejk vendégházában négy másik emirátus is beleegyezett, hogy megalapítsák az Egyesült Arab Emirátusokat. Rász el-Haima később csatlakozott, 1972 elején.

## 21. század

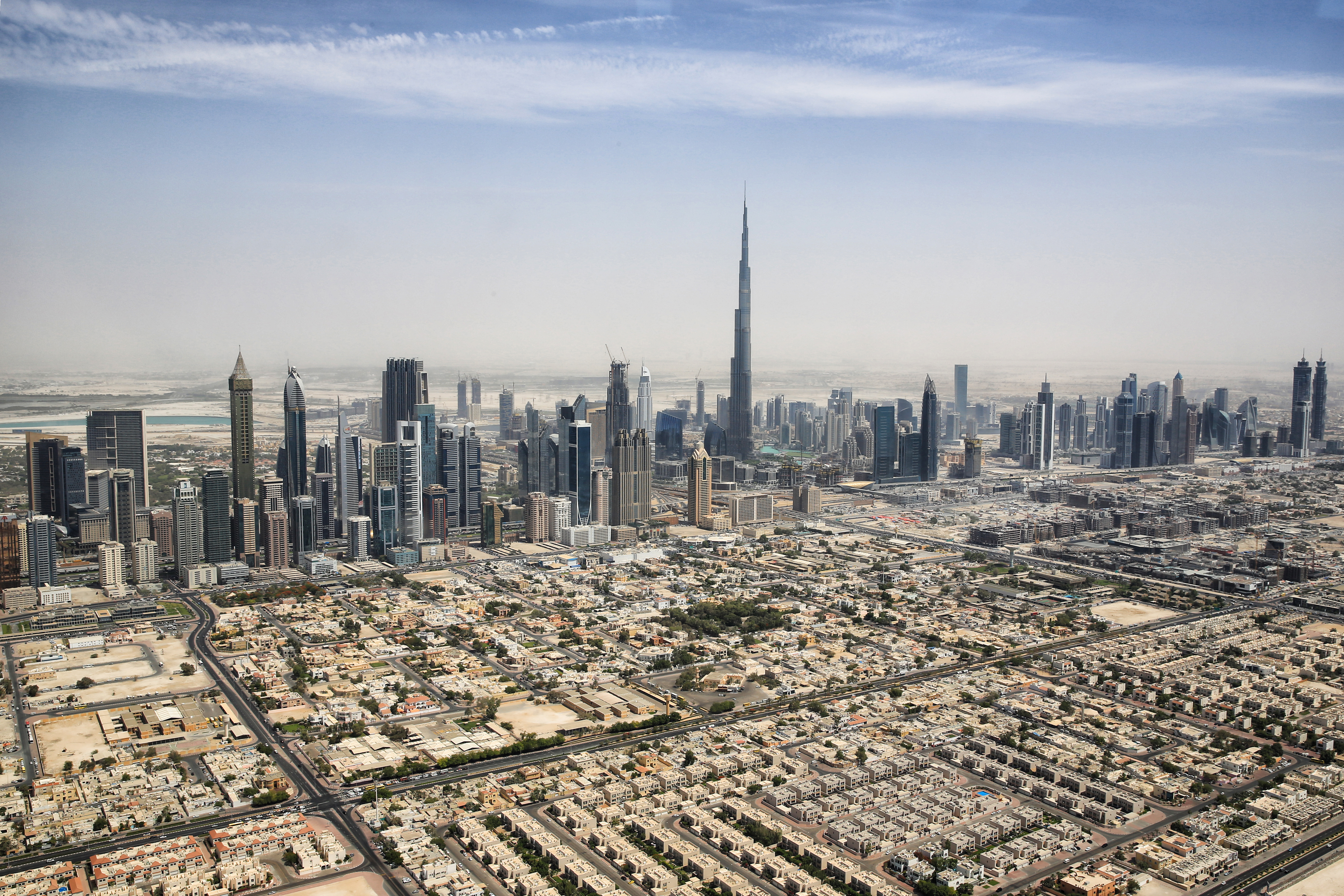
Dubaj látképe a 21. században

Az Egyesült Arab Emirátusok támogatta az Amerikai Egyesült Államokat és a koalíciós csapatokat az öbölháború, majd az iraki invázió (2003) és az afganisztáni invázió (2001) idején. Erre a célra rendelkezésre bocsátotta az-Zafra (ed-Dafra) légi támaszpontot Abu-Dzabiban.
2004. november 2-án meghalt az Egyesült Arab Emírségek első elnöke, Zájed bin Szultán Ál Nahján sejk. Legidősebb fia, Halífa bin Zájed Ál Nahján lett utódja Abu-Dzabi trónján. Az alkotmánynak megfelelően az Egyesült Arab Emírségek Legfelsőbb Uralkodói Tanácsa Halífát választotta elnökké.
2020. augusztus 13-án békemegállapodást kötött Izrael és az Egyesült Arab Emírségek Ábrahám Egyezmény néven.